# Tørring-Uldum Kommune
Tørring-Uldum Kommune i Vejle Amt blev dannet ved kommunalreformen i 1970. Ved strukturreformen i 2007 blev den sammen med Juelsminde Kommune indlemmet i Hedensted Kommune – Grejs Sogn kom dog til Vejle Kommune. 
Tørring var kommunens største by, men rådhuset var placeret i Uldum.

## Tidligere kommuner
Tørring-Uldum Kommune blev dannet ved sammenlægning af 7 sognekommuner, 4 fra Skanderborg Amt og 3 fra Vejle Amt:
| Kommune           | Folketal 1. januar 1970 | Byer                   |
| ----------------- | ----------------------- | ---------------------- |
| Hvirring-Hornborg | 2.838                   | Rask Mølle og Hornborg |
| Linnerup-Hammer   | 618                     |                        |
| Tørring           | 2.041                   | Tørring                |
| Åle               | 786                     | Åle                    |
| Grejs-Sindbjerg   | 2.121                   | Grejs og Lindved       |
| Langskov          | 762                     | Ølholm                 |
| Uldum             | 1.231                   | Uldum                  |
| I alt             | 10.397                  |                        |

Hertil kom 15 matrikler fra Øster Snede Sogn, hvorimod 5 matrikler i Sindbjerg Sogn kom til Hedensted Kommune.

## Sogne
Tørring-Uldum Kommune bestod af følgende sogne:
- Grejs Sogn (Nørvang Herred)
- Hammer Sogn (Vrads Herred)
- Hornborg Sogn (Nim Herred)
- Hvirring Sogn (Nim Herred)
- Langskov Sogn (Nørvang Herred)
- Linnerup Sogn (Vrads Herred)
- Sindbjerg Sogn (Nørvang Herred)
- Tørring Sogn (Vrads Herred)
- Uldum Sogn (Nørvang Herred)
- Åle Sogn (Vrads Herred)

## Borgmestre[3]
| Navn              | Parti      | Periode   |
| ----------------- | ---------- | --------- |
| Fritz Kjær        | Venstre    | 1970-1978 |
| Carl Bundgaard    | Venstre    | 1978-1983 |
| Hans Kristensen   | Lokalliste | 1983-1991 |
| Frede H. Jacobsen | Venstre    | 1991-2002 |
| Kirsten Terkilsen | Venstre    | 2002-2006 |

## Strukturreformen 2007
Ved strukturreformen i 2007 indgik Tørring-Uldum Kommune i Hedensted Kommune i Region Midtjylland, dog med undtagelse af Grejs Sogn, hvor borgere ansøgte om at komme med i Vejle Kommune i stedet. Ved forliget i Folketinget 3. marts 2005 blev det besluttet at afholde folkeafstemning herom. Den fandt sted 19. april samme år med det resultat, at 71,4% stemte for Vejle Kommune og kun 27,8% for Hedensted Kommune. Så Grejs Sogn gik til Vejle Kommune i Region Syddanmark.